# Red Ball 3
Red Ball 3 (с англ. — «Красный Шарик 3»; другое название — Red Ball 3: Jump for Love) — браузерная игра, разработанная на платформе Adobe Flash. Была создана российским разработчиком Евгением Федосеевым и издана компанией Chillingo.

## Игровой процесс
«Ты красный. Ты мяч. Твоя девушка была захвачена твоим старым врагом, и ты должен вернуть ее! Прыгай, плавай, летай и катайся по множеству сложных и уникальных уровней, собирай звезды и доберись до флага в конце!».Оригинальный текст (англ.)You are Red. You are a ball. Your girlfriend has been captured by your old nemesis and it’s up to you to get her back! Bounce, float, fly and roll your way around the many challenging and unique levels, collect stars and make it to the flag at the end!

Один из уровней игры является прямой пародией на игру Doodle Jump.

## Отзывы и мнения
| Сводный рейтинг    | Сводный рейтинг |
| Агрегатор          | Оценка          |
| ------------------ | --------------- |
| Metacritic         | 66/100          |
| Иноязычные издания |                 |
| Издание            | Оценка          |
| GamePro            | 50/100          |
| 148Apps            | [ 8 ]           |
| Slide to Play      | 75/100          |
| AppSpy             | [ 9 ]           |
| Modojo             | [ 10 ]          |
| Gamezebo           | [ 11 ]          |

Игра Red Ball 3 получила смешанные отзывы игровых ресурсов. Так, игра получила 66 баллов из 100 возможных на сайте Metacritic, основываясь на 6 рецензиях.
GamePro поставил игре 50 баллов из 100 с комментарием «Несмотря на аккуратный внешний вид и инновационный дизайн головоломки, из-за некоторых постоянных проблем с качеством и надёжностью игрового процесса ясно, что Red Ball 3 мог выдержать ещё несколько прогонов».
148Apps дал игре 4 из 5 звёзд: «В Red Ball 3 нет ничего чрезмерно нового и шокирующего, но сочетание концепций из похожих игр доставляет удовольствие. Игровой центр, Кристалл, Достижения и скрытые подарки прекрасно дополняют игру».
AppSpy тоже дал игре 4 из 5 звёзд: «Хотя Red Ball 3 не так проработан, как некоторые платформеры-головоломки, он компенсирует это уникальным игровым процессом и особых уровней в стиле Little Big Planet».
Slide to Play прокомментировал свою оценку в 75 баллов из 100 следующим образом: «Игра в Red Ball 3 похожа на исследование ума ребёнка с невероятным воображением».
Сайт Gamezebo прокомментировал всю игру фразой «В целом, без необходимого разнообразия для этих типов игр и с менее чем идеальным управлением ожидайте, что Red Ball 3 просто не стоит вашего времени и денег» и поставил ей 4 с половиной звезды из 5.
Modojo поставил игре всего 3 звезды из 5: «В конце концов, Red Ball 3 — хорошая платформенная игра, которая отстаёт от ранее выпущенной и превосходной Storm in a Teacup от Chillingo, но если вы жаждете испытания, она предлагает это и многое другое».